# Kanton Verdun-Est
Verdun-Est is een voormalig kanton van het Franse departement Meuse en maakte deel uit van het arrondissement Verdun.
Het kanton is in maart 2015 opgeheven. De gemeenten Belrupt-en-Verdunois en Haudainville werden ingedeeld bij het nieuw gevormde kanton Verdun-2 en de gemeenten Ambly-sur-Meuse, Dieue-sur-Meuse, Génicourt-sur-Meuse, Rupt-en-Woëvre en Sommedieue bij het nieuwe kanton Dieue-sur-Meuse.

## Gemeenten
Het kanton Verdun-Est omvatte de volgende gemeenten:
- Ambly-sur-Meuse
- Belrupt-en-Verdunois
- Dieue-sur-Meuse, tot 1985 deel van de toenmalige gemeente Dieue-Génicourt
- Génicourt-sur-Meuse, tot 1985 deel van de toenmalige gemeente Dieue-Génicourt
- Haudainville
- Rupt-en-Woëvre
- Sommedieue
- Verdun (deels, hoofdplaats)